# Seksamojärvi
Seksamojärvi är en sjö i kommunen Enare i landskapet Lappland i Finland. Arean är 48 hektar och strandlinjen är 4,38 kilometer lång. Sjön  ingår i Pasvik älvs huvudavrinningsområde.   Den ligger omkring 270 kilometer norr om Rovaniemi och omkring 980 kilometer norr om Helsingfors. 